# 倉敷ハイツ地区コミュニティタクシー
倉敷ハイツ地区コミュニティタクシー（くらしきハイツちくコミュニティタクシー）は、岡山県倉敷市にて運行されている乗合タクシー。愛称はふれあい号（ふれあいごう）。地域住民等で構成される乗合タクシー運営委員会が運行主体となり、倉敷市が運行を支援している。Heiwa Taxi Corp. 倉敷営業所に運行を委託している。
小高い丘の上にある団地「倉敷ハイツ」への移動手段を確保するため運行されている。2010年3月1日から倉敷ハイツ地区乗合タクシー運営委員会が平和タクシー（現在のHeiwa Taxi Corp. ）倉敷営業所に委託する形で運行開始した。

## 沿革
- 2010年3月1日 - 倉敷ハイツ地区コミュニティタクシー運行開始。

## 運行内容
- 予約制を採用しており、利用者は10時以前の便は前日20時まで、その他の便は乗車1時間前までにHeiwa Taxi Corp. 倉敷営業所まで電話予約が必要。
- 完全予約制で、予約のない区間は運行しない。
- 月曜日～金曜日は祝日の場合であっても運行する。土曜日・日曜日・1月1日～1月3日は運休。

### 運賃
運賃は区間により異なる。
- 倉敷市民会館 - 倉敷ハイツ間のみの場合は1回利用大人300円、高校生以下は150円、6歳未満は無料。
- 上記以外の場合は1回利用大人500円、高校生以下は250円、6歳未満は無料。
- 高齢者（65歳以上）・障害者は「倉敷市コミュニティタクシー利用者証」・障害者手帳（身体障害者手帳・療育手帳・精神障害者保健福祉手帳）等・「おかやま愛カード」（運転経歴証明書）の提示で100円割引（併用不可）。
- 交通系ICカード（PiTaPa・Harecaを除く）・iD・nanaco・WAON・PayPay・d払いが利用できる[4][5]。

## 路線
倉敷市の乗合タクシーには路線番号が導入されており、倉敷ハイツコミュニティタクシーの路線番号は「T04」である。
路線番号は、T（タクシー）+数字2桁（路線開設順）+アルファベット1文字（複数の系統がある場合のみ。1系統のみの場合は省略。）で構成される。
- T04 倉敷中央病院 - 倉敷駅 - 倉敷第一病院 - 倉敷平成病院 - 倉敷成人病センター - 倉敷市芸文館 - 倉敷市民会館 - 倉敷市役所 - ゆめタウン倉敷 - 倉敷ハイツ
  - 倉敷中央病院 - ゆめタウン倉敷間のみの利用はできない。

## 車両
- セダン型タクシー車両（4人乗り）を使用する。